# Kammarfröken

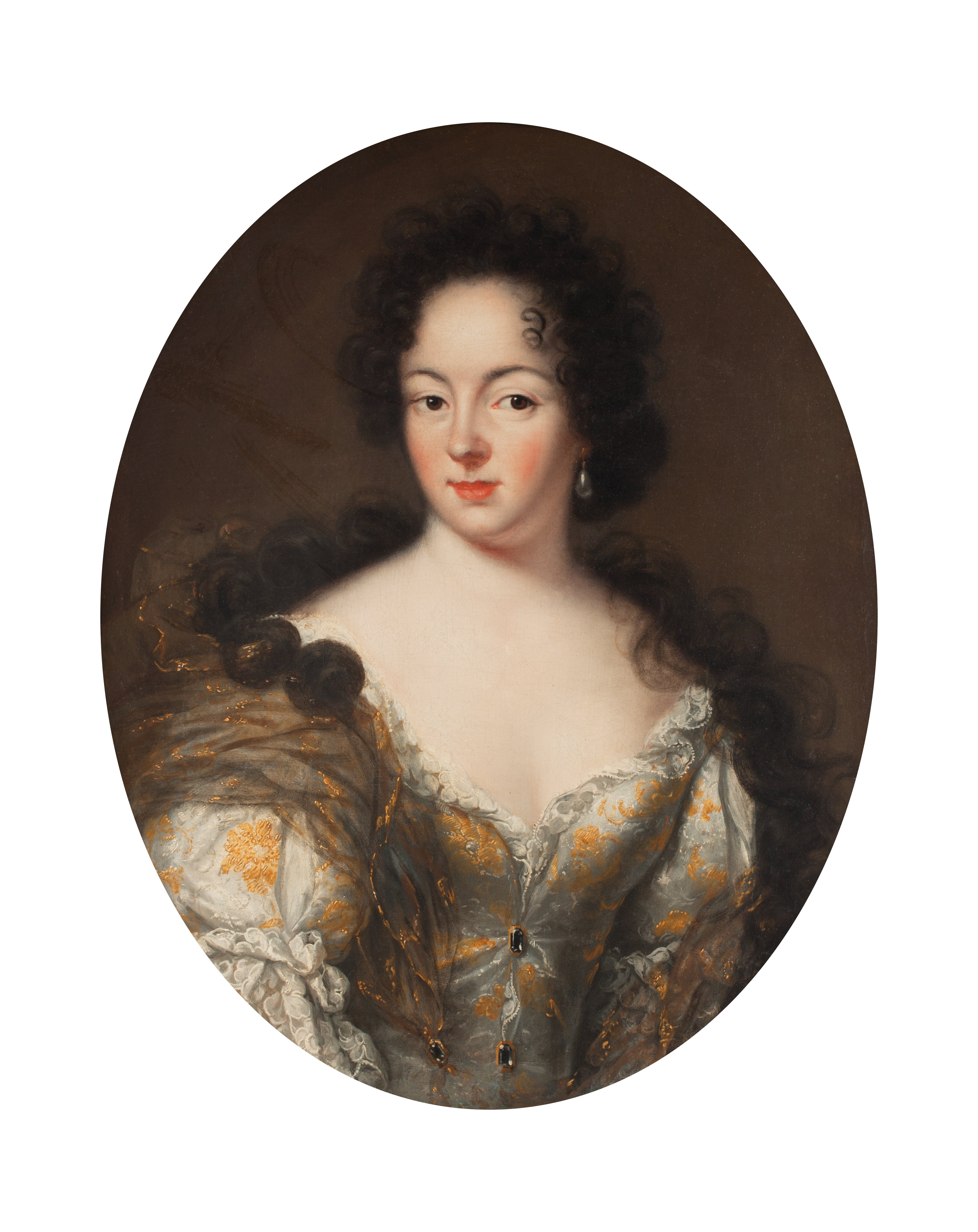
Hedvig Eleonora Stenbock, kammarfröken hos drottning Hedvig Eleonora.

Kammarfröken var förr en yrkesbeteckning för en anställd i "Hovfruntimret"  vid de Kungliga Hovstaterna.
En kammarfröken var en hovdam hos en kvinnlig medlem av ett furstehus. Hon skulle vara en ogift adlig kvinna. En kammarfröken hade högre rang än en hovfröken och hade ofta varit hovfröken innan hon blev kammarfröken. Det fanns normalt sett endast en kammarfröken vid samma hovstat, medan det däremot fanns många hovfröknar. Fram till att tjänsten statsfru infördes 1774, var kammarfröken den som ersatte överhovmästarinnan när denna var frånvarande: därefter tillföll detta någon av statsfruarna.
Tjänsten upphörde automatiskt vid giftermål. Ett undantag då det gäller civilstånd var Anna Maria Clodt, som behöll sin tjänst som hovfröken även efter sitt giftermål, därefter befordrades till kammarfröken och behöll även denna tjänst som gift.
Kammarfröknar kallades fram till reformen av hovstaten 1719 för kammarjungfrur.